# Piotr Gaździk
Piotr Gaździk (ur. 7 sierpnia 1943) – polski lekkoatleta, specjalizujący się w rzucie młotem, mistrz i reprezentant Polski.

## Kariera sportowa
Był zawodnikiem AZS Wrocław.
Na mistrzostwach Polski seniorów na otwartym stadionie zdobył dwa medale w rzucie młotem: złoty w 1970 i srebrny w 1971. 
W latach 1967–1971 wystąpił w 11 meczach międzypaństwowych, odnosząc jedno zwycięstwo indywidualne.
Rekord życiowy w rzucie młotem: 67,30 (5.07.1970).